# Alberto Saavedra Brazo
Alberto Saavedra Brazo (Sevilla, 15 de novembre de 1971) és un exfutbolista andalús, que ocupava la posició de migcampista.

## Trajectòria
Format al planter del Reial Betis, va aplegar fins al Betis B, però no va arribar a jugar en lliga amb el primer equip. El 1993 recala a l'Écija, amb qui aconsegueix l'ascens a Segona Divisió. Amb el quadre andalús hi juga dos anys en la categoria d'argent, sent un dels més destacats del seu equip.
Aquest bon joc fa que quan l'Écija perd la categoria el 1997, Saavedra fitxe pel Vila-real CF. Eixa campanya 97/98, el sevillà realitza la campanya més destacada de la seua trajectòria, marcant deu gols en 40 partits, que van contribuir a fer que el quadre valencià es classifiqués per a la Promoció d'ascens a primera divisió.
El seu rival a l'eliminatòria va ser la SD Compostela, i Saavedra va marcar l'únic gol dels dos partits, al camp gallec, que va suposar l'ascens del Vila-real CF a la màxima categoria per primer cop en la seua història.
Ja a Primera, Saavedra va continuar com a titular, i va jugar 34 partits, tot marcant 3 gols. L'estiu de 1999 recala al Córdoba CF, on passa una campanya abans de fitxar per un altre club valencià, el Llevant UE, on militaria durant quatre temporades entre Segona i Segona B.
A partir del 2004, la seua carrera continua en un modest equip andalús, Los Barrios, on es retirarà. Posteriorment ha exercit com a component del cos tècnic del Reial Betis.